# تشارلز ستورت
تشارلز ستورت (بالإنجليزية: Charles Sturt) (1795 – 1869) هو مستكشف إنغليزي توغل في أستراليا نحو الأنهار غرب نيو ساوث ويلز وفكتوريا
ولد ستورت في البنغال يوم 28 أبريل 1795 تعلم في إنكلترا ودخل الجيش في سن 18 سنة وفي الثلاثة عشر سنة اللاحقة حارب في إسبانيا وكندا وفرنسا وأيرلندا وأصبح سكرتير الحرب في نيو ساوث ويلز عام 1827 للحاكم سير رالف دارلينغ.
في السنتين اللاحقتين تتبع انهار ماكواري وبوغان وكاسلري ونهر دارلينغ، وعبر انهار مورومبيدجي وموراي الذي تتبعه حتى مصبه قرب أديليد حيث تعامل مع السكان الأصليين وكان متعبا وقريبا من يعمى بسبب قلة التغذية ولإجهاد وأمضى أعوام 1833 – 34 يسترد صحته في إنغلترا حيث كتب (رحلات إلى دواخل جنوب أستراليا).
عاد على أستراليا مع جائزة بأرض هناك مساحتها نحو 2000 هكتار، وفي عام 1844 توغل شمال أديلايد نحو صحراء سمبسون ولم يكتشف أي أرض خصبة فعاد بسبب الحر والإسقربوط فكان هو وفريقه أول من يتوغل في الداخل وترك أستراليا عام 1847 إلى إنكلترا حيث كتب عام 1849 كتاب رحلة إلى وسط أستراليا وبعد رحلات قصيرة استقر في إنكلترا نهائيا عام 1853 ومات هناك في 16 يونيو 1869.

## روابط خارجية
- تشارلز ستورت على موقع الموسوعة البريطانية (الإنجليزية)
- تشارلز ستورت على موقع إن إن دي بي (الإنجليزية)